# NGC 6071
NGC 6071 (другие обозначения — MCG 12-15-47, ZWG 338.41, NPM1G +70.0158, PGC 56767) — галактика в созвездии Малая Медведица.
Этот объект входит в число перечисленных в оригинальной редакции «Нового общего каталога».